# Palatul Cultural „Theodor Costescu”
Palatul Cultural „Theodor Costescu” este un monument istoric aflat pe teritoriul municipiului Drobeta-Turnu Severin.
Construit în 1912 la inițiativa lui Theodor Costescu, edificiul se impune prin monumentalitate și eleganță, prin dispunerea detaliilor care brodează clădirea în stil neoclasic.
În 1924, Palatul Culturii „Theodor Costescu” intră în circuitul public cu o bibliotecă, un cinematograf, un restaurant, o sală de spectacole (cu o scena rotativă unică în țară la acea vreme), un salon de festivități, un muzeu și o grădină de vară.
În prezent, își desfășoară activitatea în folosul societății cu scopul dezvoltării unei comunități mereu prezente în acțiunile sale, prin punerea în valoarea a patrimoniului cultural aflat în administrarea sa (organizare de expoziții permanente sau temporare în interiorul instituției), organizarea unor evenimente cu un caracter cultural, închirierea spațiilor deținute în administrarea unor persoane fizice/juridice,  implicarea prin mijloace specifice a publicului de toate categoriile într-un sistem educațional destinat familiarizării acestuia cu mediul cultural atât la nivel național, cât și internațional.
Clădirea este declarată monument istoric protejat UNESCO.